# Ağaçardı
Ağaçardı ist ein Dorf (Köy) im Landkreis Mazgirt der türkischen Provinz Tunceli. Im Jahr 2011 lebten in Ağaçardı 146 Menschen.